# GraphCalc

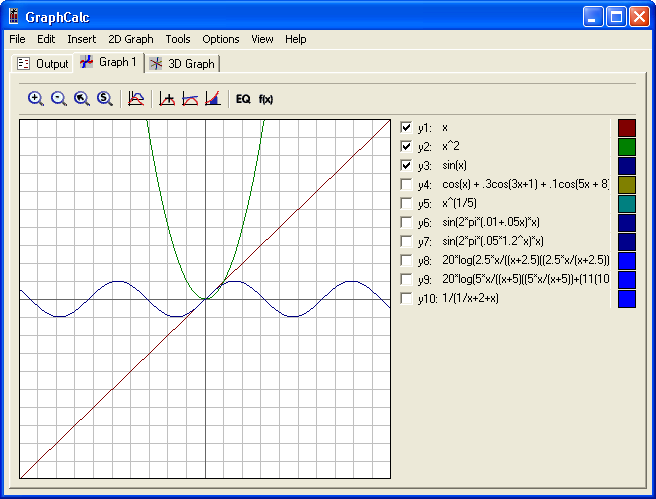
Captura de pantalla de GraphCalc

GraphCalc Es un software de código abierto que cuya ejecución es válida tanto en los sistemas operativos de Windows como en Linux y tiene las funciones de una calculadora gráfica .
GraphCalc incluye muchas características títpicas de las calculadoras gráficas, pero tiene como añadido las siguientes propiedades:
- Resolución alta
  - La pantalla de una calculadora estándar tiene una resolución inferior a 120×90 píxeles, mientras que un monitor de ordenador es superior a 1280x1024 píxeles.
- Velocidad
  - Los ordenadores modernos son más rápidos que las calculadoras
- Gráficos tridimensionales
  - Las calculadoras estándar permiten realizar gráficos 3-D. Sin embargo,  GraphCalc tiene como ventajas los beneficios propios de un ordenador moderno (memoria, velocidad....etc. (OpenGL) )

GraphCalc fue desarrollado antes de que se graduaran en el año 2000, por Brendan Campos y Mike Arrison, ambos alumnos de informática en la Universidad de Bucknell . Aunque Mike continuó el realizando mejoras durante el periodo 2001–2003, acabó abandonando el proyecto. Se puede encontrar otras aplicaciones similares como KAlgebra y Cantor, cuyas actualizaciones se mantienen al día.
- Datos: Q3775804